# Cryphia degener
Cryphia degener là một loài bướm đêm trong họ Noctuidae.